# Plan de programmation des ressources
En France, le « Plan de programmation des ressources » (aussi dit « Plan Ressources ») est un plan quinquennal prévu par la loi TECV (Loi relative à la transition énergétique pour la croissance verte ; article 69). C’est un élément de la  Stratégie nationale de transition vers l'économie circulaire.

Il doit faire mieux appréhender les enjeux de la dépendance de l'économie française aux ressources naturelles et produire des recommandations pour la réduire. Il doit notamment inciter à « dégager les actions nécessaires pour protéger l’économie française » face à un risque de pénurie de certaines ressources nécessaires ou vitales pour la vie (eau, air, sol, aliments...) et l'économie (matières premières). Il vise à « découpler » la croissance économique de la consommation de ressources, pour prévenir les conflits pour les matières (premières, primaires et secondaires), par un usage plus efficace et « circulaire » et par le report vers des ressources alternatives, notamment pour les ressources stratégiques (en volume ou en valeur).

## Organisation du plan
Le plan est construit non par secteur d’activité mais par catégories de ressources (minérales, non-énergétiques, biomasse et sols). Il pointe les lacunes de connaissances à combler concernant les flux de ressources, et estime les besoins futurs  (sur la base du tendanciel et des technologies émergentes). Il cherche à prendre en compte les interactions entre ressources.

## Historique
En 2015, le Sénat a décidé de produire un plan mis à jour tous les 5 ans lors de discussions relatives à l'économie circulaire et à la gestion des déchets du titre IV du projet de loi sur la transition énergétique. « Aujourd'hui, aucun pays en Europe n'a de vision prospective sur ses besoins et sur la disponibilité de ces ressources », arguait la sénatrice Chantal Jouanno à l'origine de l'amendement.
En 2017, le projet de plan a été finalisé et mis en consultation (du 02/05/2017 au 15/06/2017), parallèlement au projet de Stratégie nationale de mobilisation de la biomasse SNMB(également en consultation) avant d’être soumis par le gouvernement au Parlement ; il sera ensuite mis à jour tous les cinq ans.

## Objectifs
Ce plan propose une vision partagée de la consommation des ressources ; il doit faire comprendre les enjeux de dépendance des filières économiques aux matières premières, pour diminuer la dépendance du pays et de son économie aux ressources rares, pas, peu, difficilement, lentement ou coûteusement renouvelables (ex : métaux rares et stratégiques, produits pétroliers et gaziers, ressources minérales pour l’industrie manufacturière et l’agriculture, et éviter une pénurie des ressources (notamment nécessaires à la production d’aliments, d'énergie renouvelable et au stockage de l'énergie).
Il vise à limiter « les impacts croissants de l’extraction des ressources naturelles » (les ressources les plus faciles à trouver ont déjà été exploitées ou surexploitées, forçant l’industrie extractive à exploiter plus loin ou plus profond des ressources plus coûteusement accessibles et souvent de moindre qualité), sachant que selon le ministère de la transition écologique et solidaire« la plupart des problèmes environnementaux comme l’épuisement des ressources, le changement climatique, la dégradation mondiale des écosystèmes, les émissions polluantes et les déchets sont liés à l’extraction, la production, l’utilisation et la consommation de ressources naturelles ».
Les sols « en quantité et en qualité » sont identifiés comme ressource critique et vulnérable car ils se dégradent et sont de plus en plus soumis aux pressions foncières de secteurs en compétition pour le foncier (agriculture, sylviculture, urbanisme, transports, énergie, logement, loisir, commerce, etc). 
La biomasse et la biomasse-énergie en particulier sont appelées à contribuer à la lutte contre les dérèglements climatiques et crée de la valeur ajoutée et des emplois. C’est un élément de la Stratégie nationale de transition vers l'économie circulaire. Elle « fait l'objet de plusieurs plans et stratégies mais des risques d’incohérences et de conflits sont identifiés entre les différents usages de la biomasse. Il existe également des risques de tension entre l'objectif de plus forte utilisation de la capacité de la France à produire de la biomasse et les objectifs de stockage du carbone dans les sols, de préservation des écosystèmes et des services qu'ils fournissent et de réduction des intrants agricoles ».

## Actions planifiées
Sous réserve de validation après consultation, les actions à engager sont :
1. Améliorer et diffuser la connaissance de la demande en ressources, et de ses déterminants ; y compris les politiques publiques (dont politiques agricoles, d'infrastructures, de logements, et d'énergie) ainsi que concernant l'offre en ressources. Il s’agit aussi d’identifier les risques d'« impasses » pour les prévenir[1] ;
2. Soutenir la recherche, le développement et l’innovation en matière d’économie circulaire ;
3. Élaborer une stratégie de gestion intégrée des sols (dont pour une agriculture et une sylviculture durable)[1] ;
4. Veiller à l’alignement des politiques publiques pour la préservation des ressources naturelles : cibler en particulier les politiques ayant un impact sur les ressources naturelles pour les exploiter de manière soutenable[1] ;
5. Décliner, par ressource, les critères de production soutenable : ce qui implique de respecter une hiérarchie d'utilisation des ressources, pour optimiser leur usage du « moins dégradé » (ex : matériaux bois pour la construction et l'ameublement) au « plus dégradé » (ex : bois-énergie)[1] ;
6. Sensibiliser les parties prenantes aux enjeux des ressources naturelles[1] ;
7. S'appuyer sur la stratégie nationale de transition vers l'économie circulaire pour limiter les pressions sur les ressources primaires : ⇒ consommation plus sobre en ressources naturelles ⇒ production plus efficace dans l'utilisation des ressources naturelles, notamment via l'écoconception[1].

## Contexte et état des lieux

Consommation énergétique mondiale (en térawatts-heures ; TWh), de 1965 à 2013(Pétrole, charbon, gaz naturel, hydraulique, nucléaire, autre et renouvelables.)

Consommation mondiale d'énergie, ici en 2010
(en kg équivalent pétrole par habitant)
source : World Data Bank 2010. Cette carte met aussi en évidence des inégalités en termes d'accès à l'énergie

La consommation de matière et d'énergie ne cesse d'augmenter, au point de globalement dépasser les capacités planétaires de renouvellement naturel des ressources naturelles. Bien que le pétrole brut soit de plus en plus difficile à atteindre et souvent de plus mauvaise qualité en profondeur (plus contaminé par le plomb et le mercure par exemple), grâce aux évolutions techniques de la prospection et des forages, sa consommation continue également à croître. 
Selon le projet (2017) de plan « Les besoins mondiaux en matières premières augmentent de manière accélérée, en raison des accroissements combinés de la population et des niveaux de vie (…). L'extraction de ressources minérales a un coût économique et environnemental de plus en plus élevé à mesure que les gisements sont plus difficiles à mobiliser. C'est également le cas de la production de biomasse : d'importantes contraintes naturelles (changement climatique, disponibilité limitée des terres productives et de l'eau dans certaines régions) limitent considérablement les potentiels d'augmentation de la production de biomasse à des coûts raisonnables », avec comme conséquences une « dégradation rapide de la qualité de certaines de ces ressources : le climat, les milieux naturels, l'air, l'eau, les sols ».

L’industrie manufacturière et l’agriculture sont par exemple très dépendantes d’importations de ressources  minérales.